# 다케우치 데이조
다케우치 데이조(일본어: 竹内 悌三, 1908년 11월 6일 ~ 1946년 4월 12일)는 일본의 전 축구 선수이다.

## 국가대표팀 경력
그는 1930년 극동 선수권 대회에 참가할 일본 국가대표팀에 발탁되었으며, 5월 25일 필리핀와의 경기에서 데뷔했다. 금메달 획득에 기여했다. 1936년 하계 올림픽에도 출전했다. 그는 1936년까지 국제 A매치 통산 4경기에 출전했다.

## 사망
1944년, 다케우치 데이조는 제2차 세계 대전에 참전해 군 복무를 했고, 전쟁 이후 그는 소련에 억류되었다 (소련의 일본군 포로). 1946년 4월 12일, 결국 그는 시베리아의 20번째 포로 수용소에서 사망했다. 그의 나이는 불과 37세였다. 2006년, 그는 일본 축구 명예의 전당에 선정되었다.

## 통계
| 일본 | 일본 | 일본 |
| 연도 | 출전 | 득점 |
| ---- | ---- | ---- |
| 1930 | 2    | 0    |
| 1931 | 0    | 0    |
| 1932 | 0    | 0    |
| 1933 | 0    | 0    |
| 1934 | 0    | 0    |
| 1935 | 0    | 0    |
| 1936 | 2    | 0    |
| 통산 | 4    | 0    |